# Arnøyhamn
Arnøyhamn est une localité de l'île Arnøya du comté de Troms, en Norvège.

## Géographie
Administrativement, Arnøyhamn fait partie de la kommune de Skjervøy.